# Амасия (област Ширак)
Вижте пояснителната страница за други значения на Амасия.
Амасия (на арменски: Ամասիա) е село и община в Армения, област Ширак. Според Националната статистическа служба на Армения през 2012 г. общината има 2210 жители.

## Демография
Броят на населението в годините 1886–2004 е както следва: